# Van Roijen (Ieper)
Van Roijen is een Nederlandse familie die hoogleraren, bestuurders en predikanten voortbracht.

## Geschiedenis
De stamreeks begint met Laurens van Roijen die omstreeks 1365 is geboren. Zijn zoon Anselmus  werd in 1450 poorter van Ieper. Nazaat Jan van Roijen (1547-1623) vluchtte waarschijnlijk uit Ieper naar Antwerpen en van daaruit naar Leiden waar hij kleermaker, later lakenkoper was; hij werd de stamvader van de Noord-Nederlandse tak.
in 1912 werd de familie opgenomen in het genealogische naslagwerk Nederland's Patriciaat; heropnames volgden in 1916 en 1962.

## Enkele telgen
Jan van Roijen (1547-1623), geboren in Ieper, poorter van Leiden (1586), lakenkoper
- Samuel van Roijen (1585-1635), kousenmaker, later koopman in zijdelaken
  - David van Roijen (1626-1679), koopman, directeur van de Directie van de Levantse handel en de Navigatie op de Middellandse Zee
    - mr. Johan van Roijen (1675-1719), advocaat Hof van Holland, veertigraad van Leiden, secretaris van de curatoren van de Universiteit Leiden
      - mr. David van Roijen (1699-1764), griffier, raad, secretaris en pensionaris van Leiden, secretaris van de curatoren van de Universiteit Leiden, secretaris Raad van State
        - mr. Johan van Roijen (1726-1783), raad en pensionaris van Leiden, secretaris van de curatoren van de Universiteit Leiden
        - prof. dr. David van Roijen (1727-1799), plant- en kruidkundige
        - Cornelia Anna van Roijen (1733-1758); trouwde in 1753 met mr. François Constantijn Druyvesteyn (1729-1759), schepen van Haarle, lid van de familie Druyvesteyn
        - Hester Glaudina van Roijen (1739-1789); trouwde in 1758 met mr. Johannes Ignatius (zich ook noemende: Ignatius Johannes) van Hees, heer van den Tempel (1732-1786), secretaris Raad van State

      - prof. dr. Adriaan van Roijen (1704-1779), arts en kruidkundige
        - mr. Jan van Roijen (1736-1803), veertigraad, schepen en vroedschap van Leiden, bewindhebber OIC
          - Cypriana Anna Margaretha van Roijen (1763-1828); trouwde in 1786 met mr. Pieter van Lelyveld (1765-1808), curator universiteit en burgemeester van Leiden, hoogheemraad van Rijnland
          - mr. Everard Jacob van Roijen (1773-1833), directeur Bataafsche Brand-Waarborg-Mij., notaris te Soerabaja
            - Adriana Ripperdina van Roijen (1804-1887); trouwde in 1827 met Willem Louis de Sturler (1802-1879), majoor infanterie, ridder Militaire Willems-Orde, lid van de familie De Sturler
            - mr. Adriaan Jan van Roijen (1800-1874), lid van de provinciale staten van Groningen, lid van de Eerste Kamer der Staten-Generaal
              - mr. Antonius Haakma van Roijen (1830-1893), burgemeester van Bedum, stamvader tak Haakma van Roijen
                - Maria Margaretha Arentia Haakma van Roijen (1872-1900); trouwde in 1895 met dr. Herman George Heyting (1861-1943), resident van Banjoemas

              - mr. Adriaan Jan Wilhelm van Roijen (1846-1897), lid van de provinciale staten van Zuid-Holland, kantonrechter te 's-Gravenhage
                - mr. Adriaan Jan van Roijen (1877-1945), rechter, vicepresident en president van de arrondissementsrechtbank te Amsterdam
                  - mr. Adriaan Jan Wilhelm van Roijen (1906), vicepresident van de arrondissementsrechtbank te Middelburg, raadsheer Gerechtshof te ‘s-Gravenhage
                  - dr. Johan François van Roijen (1909), remonstrants predikant
                  - Everard Jacob van Roijen (1913-1987), hoofdleraar dwarsfluit, directeur Vereniging Muzieklyceum te Amsterdam
                  - dr. Paul David van Roijen (1917-2005), remonstrants predikant, voorganger afdeling Beilen Nederlandse Protestantenbond

              - Pieter Cypriaan van Roijen (1811-1862), assistent-resident van Benkoelen
                - mr. Herman Jan van Roijen (1845-1887), advocaat en procureur
                  - Wilhelmina Adriana van Roijen (1875-1932); trouwde in 1898 met dr. Christiaan Theodoor van Valkenburg (1872-1962), zenuwarts

          - Johanna Maria van Roijen (1802-1868); trouwde in 1823 met prof. mr. dr. John Bake (1787-1864), hoogleraar Klassieke letteren, curator gymnasium en lid van de gemeenteraad te Leiden

        - mr. Herman Johan van Roijen (1742-1812), veertigraad, schepen en burgemeester van Delft
          - mr. Adriaan van Roijen (1770-1831), schout te Voorburg
          - mr. Gerard van Roijen (1776-1839), vrederechter en lid raad van Delft